# Газелек
«Газелек» (фр. Gazélec) — професійний французький футбольний клуб з міста Аяччо. Виступає у Національному чемпіонаті 2 (четвертий рівень). Домашні матчі проводить на стадіоні «Анже Казанова», який вміщує 8 000 глядачів.

## Короткі відомості
Футбольний клуб «Газелек» був заснований в 1910 році під назвою «Jeunesse Sportive Ajaccien». Після декількох злиттів клуб у 1933 році перейменували в «Аяччо», а нинішню назву він отримав у 1960 році, після злиття з «Газелек Аяччо», що був заснований у 1956-му. Тоді ж спонсором команди стала велика, раніше державна енергетична компанія, що підтримувала клуб півстоліття. Теперішня назва клубу «Газелек» походить від назви цієї компанії Électricité de France — Gaz de France (EDF GDF).
В сезоні 2014-15 «Газелек» заяняв друге місце у Лізі 2, що дозволило йому вперше в історії потрапити до Ліги 1.